# ヨハネウム学院
ヨハネウム学院（Gelehrtenschule des Johanneums）は、ドイツのハンブルクにある学校。ハンブルクで最も伝統のある学校で、創立は1529年。ラテン語とギリシャ語を教える学校である。

## 歴史

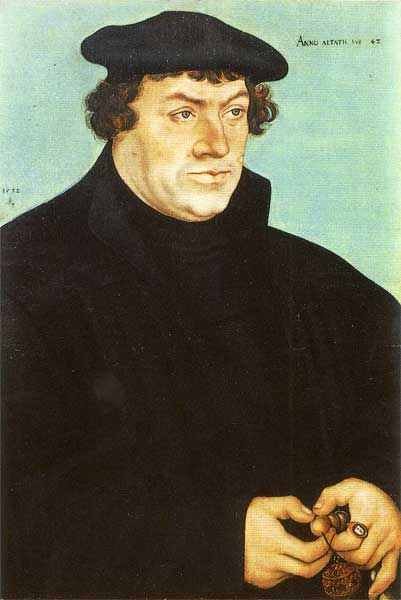
ブーゲンハーゲン(1532年)

ヨハネウム学院はヨハネス・ブーゲンハーゲン(1485-1558)によって1529年に設立された。これには宗教改革と新旧両派の対立が深く関わっている。ドイツ北部の帝国自由都市ハンブルクでは、新教側が旧教側の教会の特権や資産を剥奪し、それを以って新しい学校の設立に充てたのだった。

### 宗教改革と古典語教育
ブーゲンハーゲンは、宗教改革を行ったマルティン・ルター(1483-1546)の右腕とも言える存在で、ヴィッテンベルクからルターの教えをドイツ北部や北欧に広めた人物である。ルターはラテン語を読めずドイツ語しかわからない民衆のためにドイツ語訳聖書を作ったが、それはもっぱらドイツ南部で使われている高地ドイツ語に則って書かれていて、ドイツ北部で使われている低地ドイツ語地域では必ずしもじゅうぶんに意味が通じるものではなかった。ブーゲンハーゲンはルターの聖書をさらに低地ドイツ語に翻訳し、ドイツ北部からバルト海沿岸、北欧へと伝導していったのである。
彼らはまた北ドイツ各地の領邦諸国や自由都市の学校改革に取り組んだ。その中心となったのが「ギムナジウム」(Gymnasium）と称する中等教育機関の設立である。中世以来、諸国の大学（高等教育機関）では、哲学や神学を修めるための準備段階として、ヘブライ語、ギリシア語、ラテン語の3古典語と数学といった、基礎的素養を習得する期間を設けていた。ギムナジウムはそうした準備教育を引き受ける機関として創設され、大学は準備教育から解放されることになった。学者を育てるための学校という目的のため、「ギムナジウム」は「学者学校」の訳語が当てられる場合もある。これに対して学校卒業後に社会にでる者を養成することを目的とする学校を「Realschule（リアルシューレ、実科学校）」という。

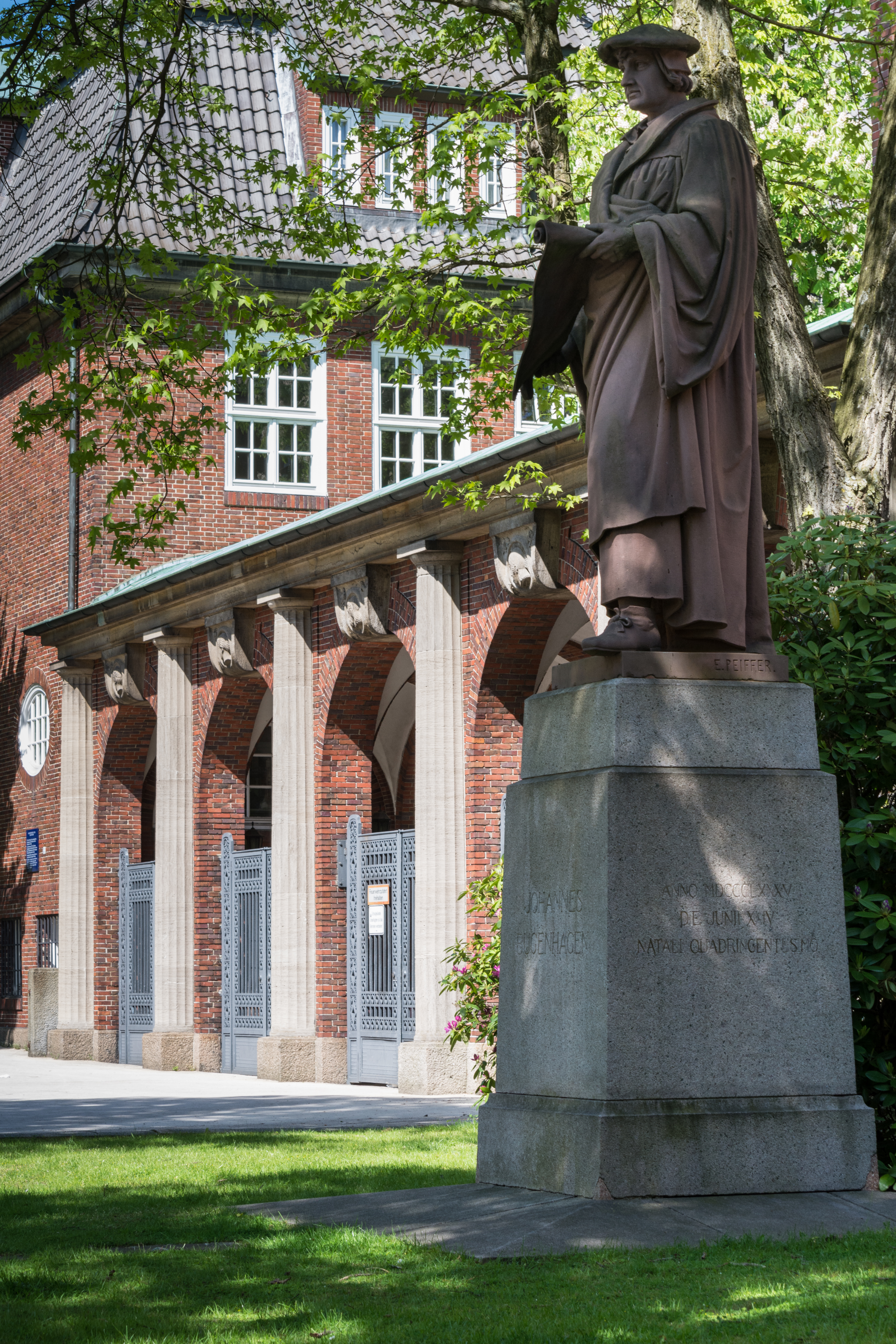
創立者ブーゲンハーゲンの銅像

なお、現代の教育体系では「ギムナジウム」は中等教育機関に位置づけられているが、当時は、大学への準備教育として古典語教育を行うという趣旨の学校があちこちで設立されるにあたって、名称は領邦ごとにまちまちだった。「ギムナジウム」以外に用いられた名称としては、「Fürstenschule（フュルステンシューレ、王侯学校）」、「Landesschule（ランドシューレ、領邦学校）」、「Pedagogium（ペダゴギウム）」などがあり、総称として「Gelehrtenschule（ゲレールテンシューレ、学者学校、古典語学校、教養学校）」とも言う。ヨハネウム学院もギムナジウムとして設立されたものであるが、名称は「Gelehrtenschule des Johanneums」と「ゲレールテンシューレ」を称している。

### ハンブルクでの宗教改革と学院の創立

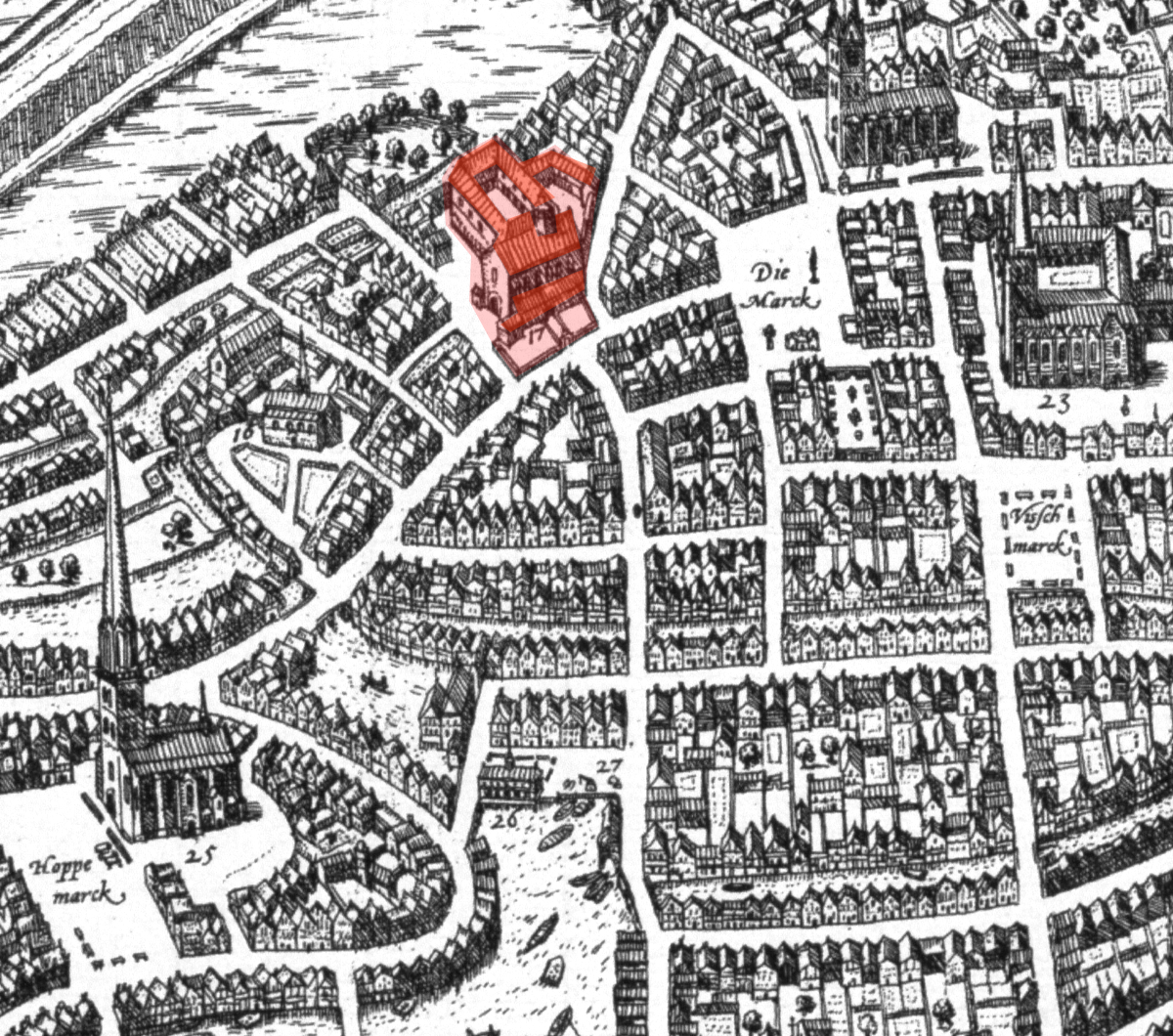
1589年のハンブルクの地図に描かれた聖ヨハネス教会とヨハネウム学院

ドイツ北部の自由都市ハンブルクには、教区教会が4つ、そのほかフランチェスコ会、シトー会、ドミニコ会などの教会や修道院があり、それらの聖職者たちは市参事会員としての政治的権力をはじめ、免税や裁判などの世俗的な特権を有していた。宗教改革が始まると、各教区の中で分裂や対立が始まり、市民は旧教の聖職者たちの追放を求めて衝突するようになった。この混乱が落ち着くまでには数年を要し、最終的にブーゲンハーゲンを招致してハンブルクの教会と学校の規定の作成を任せることになった。
ブーゲンハーゲンは、ハンブルク聖堂と聖ニコライ教会など教区教会に附属していたラテン語学校を閉鎖、これらを一元化して、聖ヨハネス教会の修道院を学校とすることにした。これがヨハネウム学院の始まりである。初代の校長にはヴィッテンベルクのテオフィルス・ヘルメラートゥス（Theophilus Hermelates）が招聘された。開校日は1529年5月24日で、これはブーゲンハーゲンが創立したギムナジウムとしては前年のブラウンシュヴァイクに次いで2番めのものだった。
創立当時の授業料は、上流階級の子弟は年に銀貨8枚、普通の子弟はその半額、貧困層の子弟は免除となっていた。教師は7名から成り、Magister（マジスター、修士）であり豊かな学識をもつ校長（Rektor）、副校長（Subrektor）1名、平教員（Pedagogy）4名、それに合唱指揮者（Kantor）がいた。学院は5学級から構成されていた。
ところで、「北ドイツの福音伝道師」と称されたブーゲンハーゲンは必ずしも「聖人」でなかったことを示す逸話がハンブルクに残されている。学校設立を依頼されたブーゲンハーゲンは、妻子や従者を引き連れて自由都市ハンブルクにやってきて8ヶ月にわたって滞在したのだが、その間、ハンブルク市による接待などを受けて豪遊し、立ち去るときにも法外な謝礼をとった。ブーゲンハーゲンが受け取った額は、ギムナジウムの校長の2年半ぶんの収入に相当する金貨100枚、さらにブーゲンハーゲンの妻までも金貨20枚を得ている。一行はハンブルクの次にリューベックへギムナジウムを設立しに行くのだが、そこでも純金製の酒杯や杖を受け取っている。ブーゲンハーゲンの従者が「使徒は伝道の謝礼を受け取ったでしょうか」と尋ねると、ブーゲンハーゲンは「そうだ」と答えたという。

### 学院の移転と現状

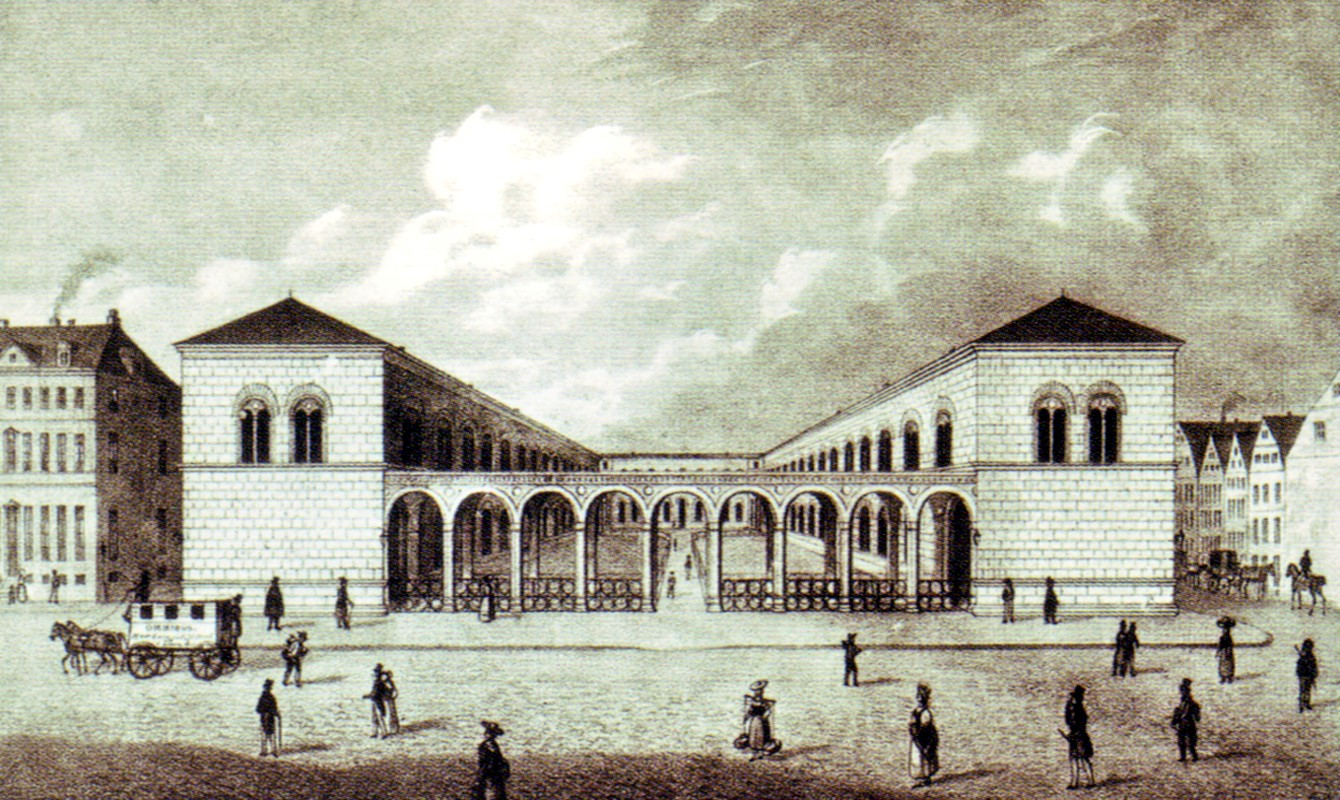
シュペアゾルトに移転後の校舎（1840年）

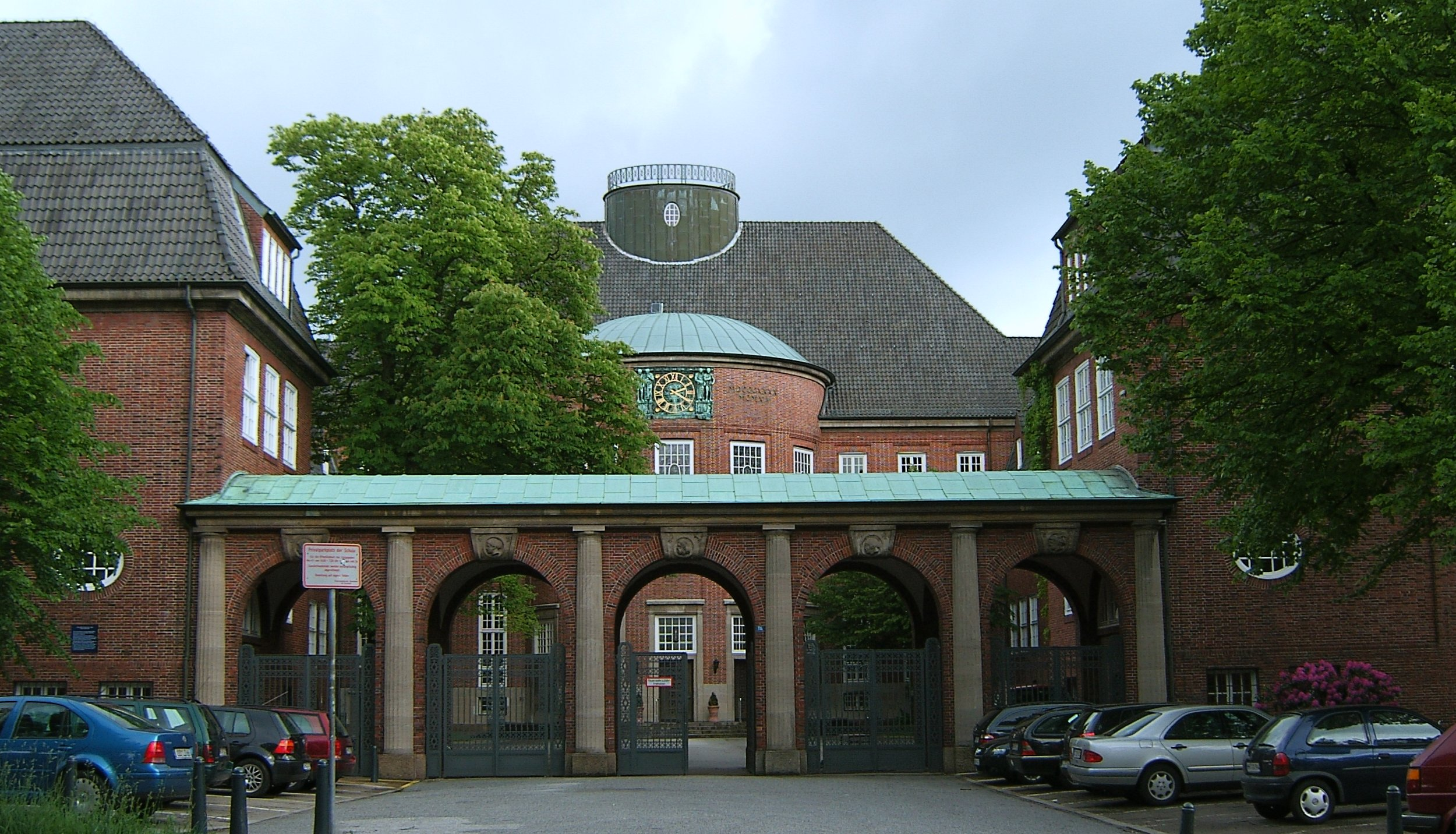
マリア・ルイーザ通りの現校舎

当初はゲレールテンシューレ（学者学校、古典語学校）として学者を養成し、啓蒙主義時代の識者を輩出していたが、後には「Bürgerschule（ビュルガーシューレ、市民学校）」となり、商人たちの子息を教えるようになった。
ハンブルク市では19世紀前半になると、老朽化した学院の校舎と聖ヨハネス教会の再築の計画がもちあがった。資金集めには10年以上を要し、最終的に1838年から新校舎の建築が始まった。新しい学院は、シュペアゾルト（Speersort）地区の大聖堂跡地に立てられることになった。なお、元の校舎があった場所は、今は市庁舎前の広場になっている。1840年に完成した新校舎は、左右両翼の棟の中央にアーケードがあり、その中央の南面に正門が設けられている。完成の2年後の1842年にはハンブルク大火があったが、新校舎はこれを耐え抜いて無事だった。
1914年に、学院は新たにマリア・ルイーザ通り（Maria-Louisen-Straße）114番に移転することになった。これが現在のヨハネウム学院の校舎である。校舎はフリッツ・シューマッハーの設計によるもので、ハンブルク市の文化遺産（1979年指定）となっている。敷地内のブーゲンハーゲンの銅像は彫刻家のエンゲルバート・ファイファー（Engelbert Peiffer）が1888年に製作したもので、こちらも文化遺産（1958年指定）である。
2007年5月24日に、学院に新しい体育館が建築された。体育館のほか、劇場や音楽室、美術室、喫茶室なども兼ね備えた3階建ての会館である。建設費はほとんど寄付で賄われたが、総工費550万ユーロのうち、学院の卒業生である匿名の篤志家が1人で100万ユーロを寄付したと伝えられている。
なお、1840年築の旧校舎はハンブルク大学の図書館（Staats- und Universitätsbibliothek Hamburg）として利用されていたが、1943年のハンブルク空襲で破壊された。僅かに残っていた部分も戦後の道路拡張によって撤去された。

## 教員
ジュール・ヴェルヌの『地底旅行』（1864年）に出てくるオットー・リーデンブロック教授はヨハネウム学院の鉱物学の教授ということになっている。

### 歴代校長
| 就退任年    | 名前                                     | 生没年      | 備考 |
| 1529 – 1537 | Theophilus Hermelates (Theophil Freytag) |             |      |
| 1537 - 1565 | Matthäus Delius                          | 1500 - 1565 |      |
| 1565 - 1574 | Martin Mecklenburg                       |             |      |
| 1575 - 1590 | Werner Rolfinck                          |             |      |
| 1591 - 1619 | Paul Sperling                            |             |      |
| 1620 - 1626 | Zacharias Scheffter                      | 1568 - 1626 |      |
| 1627 - 1628 | Johann Huswedel                          | 1575 - 1651 |      |
| 1629 - 1640 | Joachim Jungius                          | 1587 - 1657 |      |
| 1640 - 1651 | Daniel Arnoldi                           |             |      |
| 1651 - 1660 | Peter Westhusen                          |             |      |
| 1661 - 1680 | Heinrich Dassov                          |             |      |
| 1681 - 1682 | Gottfried Voigt                          |             |      |
| 1683 - 1708 | Johannes Schultze                        |             |      |
| 1708 - 1711 | Johann Albert Fabricius                  | 1668 - 1736 |      |
| 1711 - 1731 | Johann Hübner                            | 1668 - 1731 |      |
| 1732 - 1773 | Johann Samuel Müller                     | 1701 - 1773 |      |
| 1773 - 1781 | Johann Martin Müller                     | 1722 - 1781 |      |
| 1782 - 1799 | Anton August Heinrich Lichtenstein       | 1753 - 1816 |      |
| 1802 - 1827 | Johann Gottfried Gurlitt                 | 1754 - 1827 |      |
| 1827 - 1861 | Friedrich Karl Kraft                     | 1786 - 1866 |      |
| 1863        | Theodor Kock                             | 1820 - 1901 |      |
| 1864 - 1874 | Johannes Classen                         | 1805 - 1891 |      |
| 1874 - 1888 | Richard Hoche                            | 1834 -1906  |      |
| 1888 - 1919 | Friedrich Schulteß                       |             |      |
| 1919 - 1925 | Emil Badstübner                          |             |      |
| 1925 - 1933 | Edmund Kelter                            | 1867 - 1942 |      |
| 1933 - 1942 | Werner Puttfarken                        | 1889 - 1964 |      |
| 1942 - 1945 | Erwin Zindler                            |             |      |
| 1945 - 1946 | Wilhelm Sieveking                        | 1895 - 1946 |      |
| 1946 - 1951 | Hans Wegner                              |             |      |
| 1951 - 1952 | Helmut Thede                             |             |      |
| 1952 - 1953 | Heinz Fahr                               |             |      |
| 1954 - 1961 | Hans Oppermann                           | 1895 - 1982 |      |
| 1961 - 1968 | Harald Schütz                            |             |      |
| 1968 - 1970 | Horst-Heinz Rußland                      |             |      |
| 1970 - 1972 | Peter Steder                             |             |      |
| 1972 - 2001 | Hans-Friedrich Bornitz                   |             |      |
| 2001 - 2011 | Uwe Reimer                               |             |      |
| 2011 -      | Inken Hose                               |             |      |

- （2017年1月1日現在[14]）

### 教員
- 生没年順
- Henning Conradinus (1538–1590)
- Georgius Trajectinus (1550 - 1605)
- Christophorus Sylvius (1561? - 1591?)
- Johann Jacob Behrens ( ? - 1788)
- Karl Friedrich Hipp (1763–1838)
- Gerdt Hardorff (1769–1864)
- Ernst Gottlob Köstlin (1780–1824) - 神学
- Georg Friedrich Encke (1782–1852)
- Hermann Gottfried Horn (1788–1849)
- Ludwig Heinrich Kunhardt (1788–1871) - 神学
- Ernst Philipp Ludwig Calmberg (1794–1851)
- Franz Wolfgang Ullrich (1795 - 1880)
- Gottlob Reinhold Sievers (1811–1866) - 古典文献学
- Adolph Kießling (1837–1893) - 古典文献学
- Hermann Schubert (1848–1911) - 数学
- Oskar Geith (1855–1945) - ラテン語
- Benno Diederich (1870–1947)
- Otto Schliack (1880–1960) - 文献学、ラテン語
- Peter Petersen (1884–1952)

### 音楽指導者
| 就退任年         | 名前                                   | 生没年      | 備考            |
| 1580/1581 - 1590 | Franz Eler                             | 000? – 1590 | Succentorとして |
| 1605 - 1637      | Erasmus Sartorius                      | 1577 - 1637 |                 |
| 1641 - 1663      | Thomas Selle                           | 1599 – 1663 |                 |
| 1663 - 167?      | クリストフ・ベルンハルト               | 1628 - 1692 |                 |
| 1675 - 1721      | Joachim Gerstenbüttel                  | 1650 - 1721 |                 |
| 1721 - 1767      | ゲオルク・フィリップ・テレマン         | 1681 - 1767 |                 |
| 1768 - 1788      | カール・フィリップ・エマヌエル・バッハ | 1717 - 1788 | バッハの次男。  |
| 1789 - 1822      | Christian Friedrich Gottlieb Schwencke | 1714 - 1788 |                 |

- 詳細はde:Liste bekannter Persönlichkeiten der Gelehrtenschule des Johanneums参照。

## 主な出身人物
- 区分は生年によるもの。
- 詳細はde:Liste bekannter Persönlichkeiten der Gelehrtenschule des Johanneums参照。

### 17世紀
- バルトルト・ハインリヒ・ブロッケス（ドイツ語版、英語版）(1680-1747) - 詩人

### 18世紀

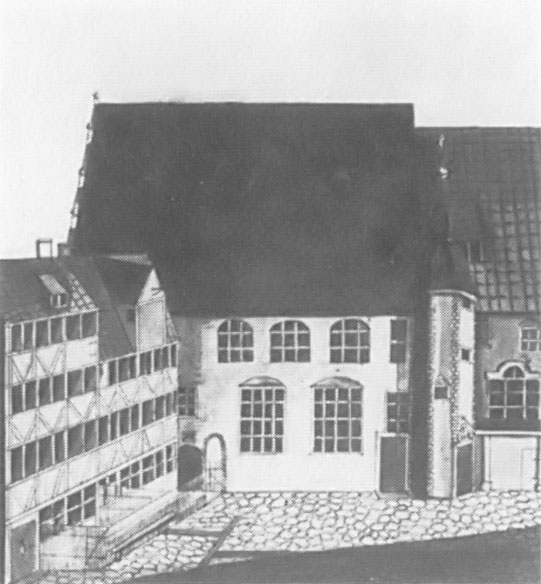
1744年の校舎

- ヨハン・ベルンハルト・バゼドウ(1724-1790) - 教育家
- ニコラウス・ディートリッヒ・ギーゼケ（ドイツ語版）(1724-1765) - 文学者
- フィリップ・オットー・ルンゲ(1777-1810) - 画家
- ヨハン・フランツ・エンケ(1791-1865) - 天文学者

### 19世紀
- ゴットフリート・ゼンパー(1803-1879) - 建築家
- フリードリヒ・ヘッベル(1813-1863) - 劇作家・詩人・小説家
- ハインリヒ・バルト(1821-1865) - 冒険者・学者
- マルティン・ハラー(1835-1925) - 建築家
- エドゥアルト・マイヤー(1855-1930) - 歴史学者
- ハインリヒ・ヘルツ(1857-1894) - 物理学者
- クノ・マイアー(1858-1919) - 言語学者・文学者・辞書学者。エドゥアルト・マイヤーの実弟。
- アビ・ヴァールブルク(1866-1929) - 美術史家
- ハンス・ドリーシュ(1867-1941) - 生物学者・自然哲学者
- ヒャルマル・シャハト(1877-1970) - 経済学者・政治家
- グスタフ・ヘルツ(1887-1975) - 物理学者

### 20世紀以降
- ハンス・エーリヒ・ノサック(1901-1977) - 小説家
- ブルーノ・シュトレッケンバッハ(1902-1977) - ナチス親衛隊の将軍
- ゲルハルト・ヘルツベルク(1904-1999) - 化学者
- ウォルフガング・ペーターゼン(1941- ) - 映画監督
- ピーター・カッツェンスタイン(1945- ) - 政治学者
- ペール・シュタインブリュック(1947- ) - 政治家